# Літера Н (журнал)
«Літера Н» — щодвомісячний літературний журнал. Виходив у 2004—2012 роках у Миколаєві, було випущено 32 випуски і 3 збірки. Містив художні, публіцистичні й критичні тексти українською та російською мовами. Засновники позиціонували видання як «журнал поезії».
Журнал був неприбутковий, некомерційний, неґрантовий, недержавний і неполітичний, андерґраундний, видавався власним коштом редакторів і на пожертви друзів журналу. Суми пожертв публікувалися.

## Заснування і мета
«Літеру Н» заснували Михалко Скаліцкі і Євген Проворний, перший випуск вийшов друком 2004 року. Зареєстрований 20 грудня 2004 облуправлінням у справах преси та інформації миколаївської ОДА, реєстраційний номер 450.
«Ми заснували наш журнал […] з метою створити місце зустрічі поета (щиро кажучи, поезії) і читача. Ми вважаємо, що Поезія — це Правда…» З відкритого листа редакції журналу
До того, в першому номері журналі значилося, що однією з цілей журналу було створити «певне поетичне літературно-художнє середовище, тусовку».
На думку Тараса Креміня і Миколи Дробота, журнал «Літера Н» був одним з журналів 2000-их, які додавали престижу миколаївській літературі.

## Регулярні зустрічі
Редакція журналу практикувала регулярні щотижневі зустрічі. Проте журнал не утворював клубу.
За свідченням редакції журналу, регулярні зустрічі були потрібні з кількох практичних причин:
- редакторам зустрітися один з одним, бо того вимагає видавнича і редакційна практика;
- зустрітися з автором, дати урок початківцю;
- у разі потреби, отримати й обговорити пропозицію організувати авторський вечір поета, зустріч з читачами абощо.

## Автори
Друкувалися в журналі як досвідчені миколаївські автори (Аркадій Суров, Олег Духовний), так і молодше покоління (Олег Дорош, Сергій Зубець, Ксана Коваленко, Євген Уманов).